# Jean-Baptiste Auriol
Pour les articles homonymes, voir Auriol.
Jean-Baptiste Auriol est un clown, jongleur et acrobate français, né le 11 août 1806 à Toulouse et mort en 29 août 1881 à Paris. 

## Biographie
Jean-Baptiste Auriol est le fils de Jean Louis Auriol, danseur de corde et acrobate. Il débute sur scène très jeune, aux côtés de son père, en compagnie de ses frères et sœurs.
En quelques années, sa réputation s'installe. Il se produit avec succès au Cirque-Olympique de Laurent Franconi à Paris, puis en Allemagne, en Hollande, en Prusse, en Suisse.
L'un de ses numéros les plus célèbres fut la danse sur les bouteilles, où il marchait avec légèreté sur les goulots d'une vingtaine de bouteilles disposées sur un piédestal, puis délicatement renversées une à une avec le pied.
Mort en 1881, il est inhumé au cimetière de Passy (2e division).

## Évocation
« C'est le clown le plus spirituel et le plus charmant qu'on puise imaginer. Les singes sont boiteux et manchots à côté d'Auriol ; les lois de la pesanteur paraissent lui être complètement inconnues : il grimpe comme une mouche le long des parois vernissées d'une haute colonne ; il marcherait contre un plafond, s'il le voulait ; s'il ne vole pas, c'est par coquetterie. Le talent d'Auriol est d'une merveilleuse souplesse ; il est encyclopédique dans son art : il est sauteur, jongleur, équilibriste, danseur de corde, écuyer, acteur grotesque et à toutes ces qualités, il joint des forces prodigieuses. »

— Théophile Gautier, Histoire de l'art dramatique en France depuis 25 ans, 1859

## Galerie

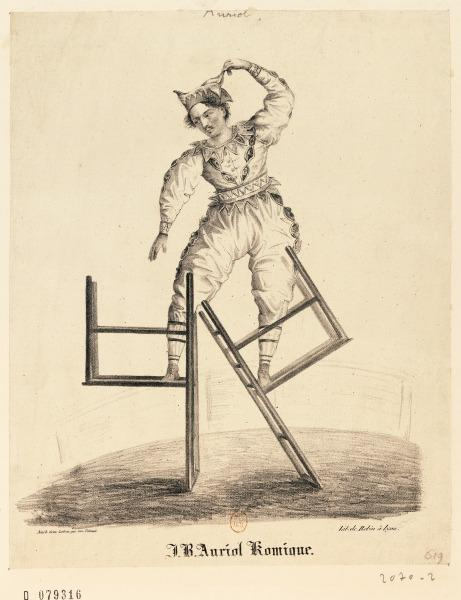
J.B. Auriol, Komique.
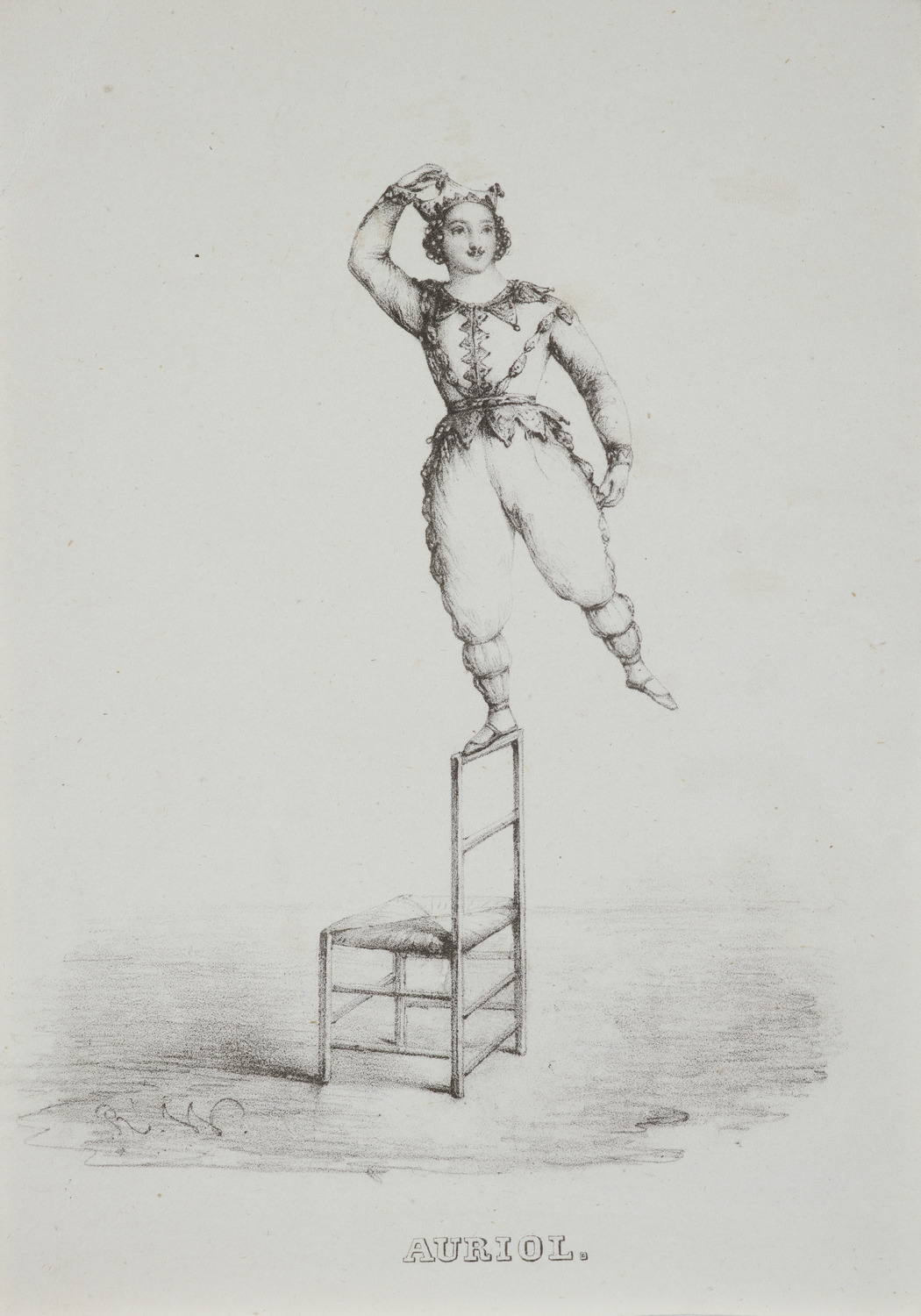
Rosario Weiss, Auriol, ca. 1840.